# James J. Faran

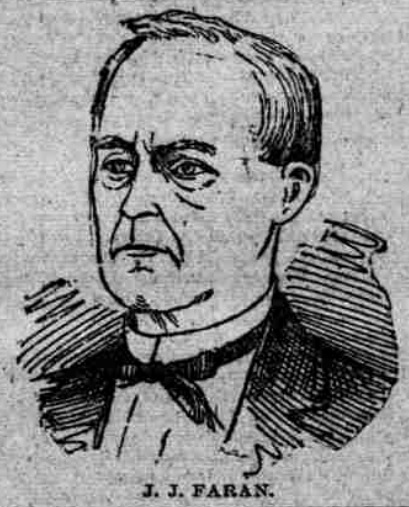
James J. Faran

James John Faran (* 29. Dezember 1808 in Cincinnati, Ohio; † 12. Dezember 1892 ebenda) war ein US-amerikanischer Politiker der Demokratischen Partei. Von 1845 bis 1849 war er Mitglied des Repräsentantenhauses der Vereinigten Staaten für den 1. Kongressdistrikt des Bundesstaates Ohio.

## Leben
Nachdem er 1831 an der Miami University sein Jura-Studium hatte abschließen können, wurde er 1833 als Rechtsanwalt zugelassen. Daraufhin nahm er in Cincinnati eine Anwaltstätigkeit auf. 1835 wurde er für vier Jahre ins Repräsentantenhaus von Ohio gewählt. Er saß dem Haus in den Jahren 1838 und 1839 als Speaker vor. Im Staatssenat saß er von 1839 bis 1843. 
Von 1845 bis 1849 war er Vertreter des 1. Distrikts von Ohio im US-Repräsentantenhaus. Nach seinem Ausscheiden aus dem Kongress wurde er 1854 von Gouverneur William Medill beauftragt, den Bau des Ohio State House zu überwachen. Im Anschluss daran diente er von 1855 bis 1857 als Bürgermeister von Cincinnati. 1860 war er Delegierter auf der Democratic National Convention in Baltimore. Von 1844 bis 1881 war er Redakteur beim Cincinnati Enquirer. Er zog sich ins Privatleben zurück, starb 1892 in Cincinnati und wurde auf dem Spring Grove Cemetery beigesetzt.